# Platan Olbrzym

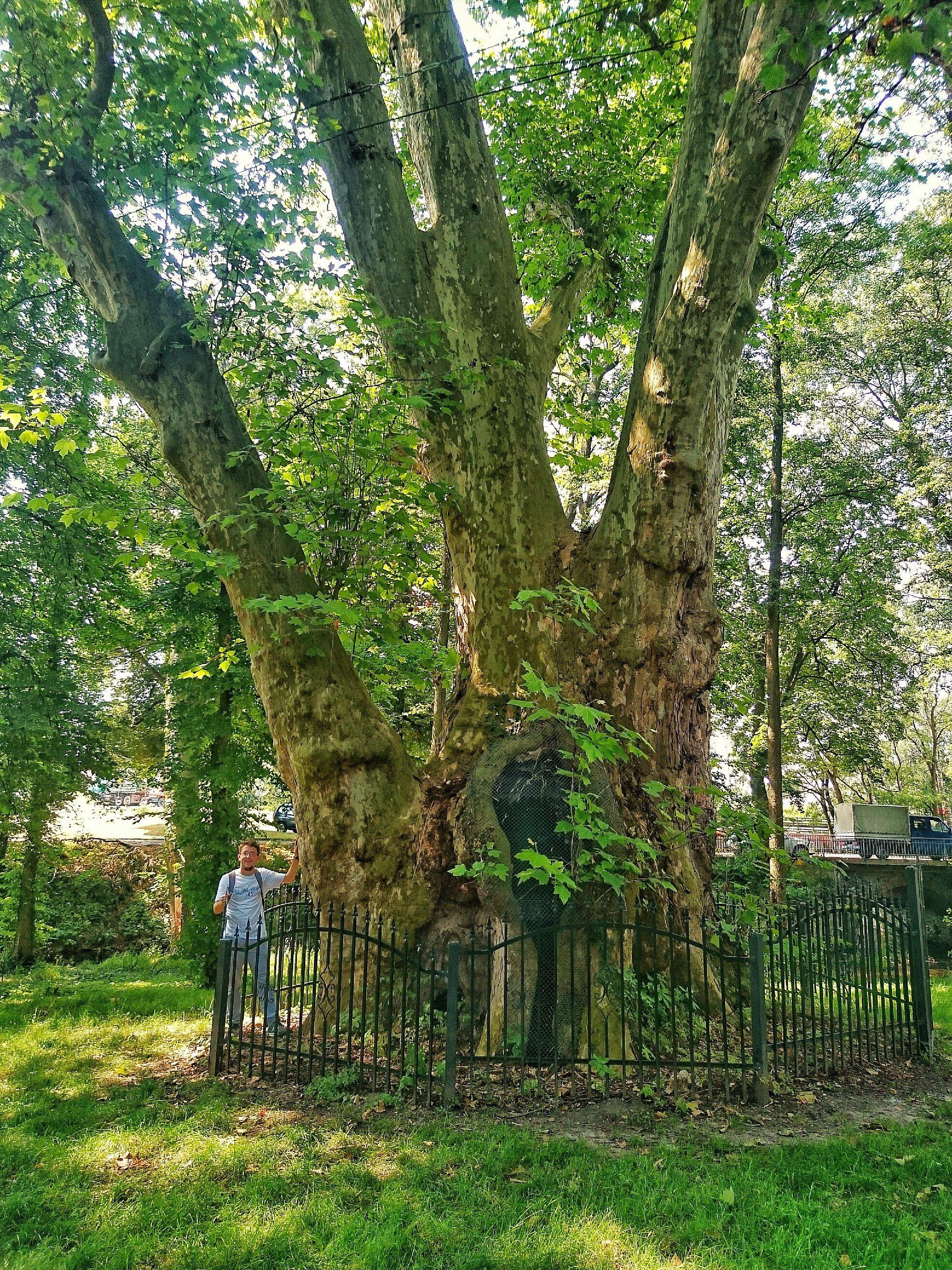
Drzewo widoczne od strony północnej – w najszerszym miejscu.

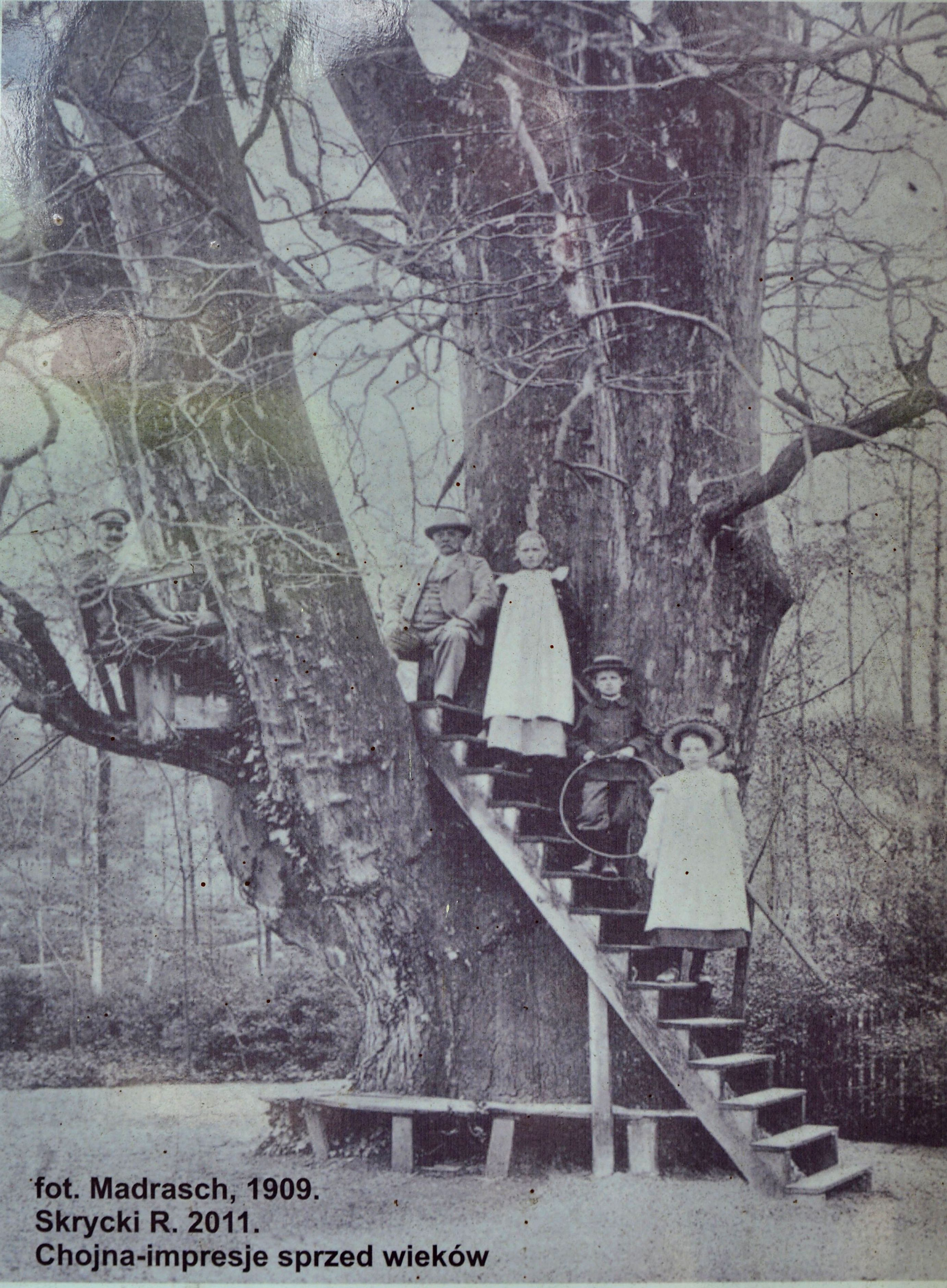
Taras turystyczny na platanie Olbrzym. Zdjęcie z 1909 r.

Platan Olbrzym – najokazalszy w Polsce platan klonolistny i jedno z najgrubszych drzew w kraju, pomnik przyrody. Drzewo rośnie w Chojnie w województwie zachodniopomorskim, w parku, nad rzeką Rurzycą.

## Wiek i rozmiary
Według przewodnika Najstarsze drzewa w Polsce autorstwa dra Cezarego Pacyniaka, drzewo ma ok. 300 lat. Obwód Olbrzyma przekracza 1000 cm, co jest bardzo rzadkie wśród krajowych drzew. Najnowsze pomiary z 2014 roku wskazują, że ma 1066 cm obwodu w najwęższym miejscu pnia, czyli na wysokości 0,45 m. Wysokość drzewa wynosi 35 m. 

## Historia
Platan był już znany i fotografowany na początku XX wieku. Drzewo rosło w parku nazywanym Viereckscher Garten w mieście Königsberg – to była ówczesna nazwa Chojny.
W książce Najstarsze drzewa w Polsce podano obwód 949 cm oraz wysokość 33 m. Pomiary te pochodzą prawdopodobnie z lat 80. XX w., jak zaznacza w tej publikacji autor, dr Cezary Pacyniak. Wskazał on wiek drzewa, zmierzony metodami dendrochronologii na 268 lat (w 1984).
W roku 2011 platan został zakonserwowany, bo wcześniej był kilkakrotnie podpalany, przycięto gałęzie, zabezpieczono dziuple i ogrodzono drzewo. Ustawiono też tablicę informacyjną.
W 2012 został zgłoszony do konkursu na Drzewo Roku.
W 2013 roku obwód platana wynosił 1063 cm.
Według pomiarów z 2014 roku Olbrzym osiągnął 1066 cm w obwodzie i 35 m wysokości. Pomiary obwodu z lat 2013–2014 wykonano zgodnie z regułami dendrometrii – czyli w najwęższym miejscu pnia do wys. 1,3 m – w tym przypadku było to 0,45 m wys.